# أحد كاظمي
أحد كاظمي هو دراج إيراني، ولد في 22 مايو 1975 في إيران.

## وصلات خارجية
- أحد كاظمي على موقع الاتحاد الدولي للدراجات (الإنجليزية)
- أحد كاظمي على موقع أرشيف الدراجات (الإنجليزية)
- أحد كاظمي على موقع إحصائيات الدراجات الإحترافية (الإنجليزية)
- أحد كاظمي على موقع نسبة الدراجات (الإنجليزية)
- أحد كاظمي على موقع اللجنة الأولمبية الدولية (الإنجليزية)
- أحد كاظمي على موقع أوليمبيديا (الإنجليزية)